# ميلتون ميندز
ميلتون ميندز (Milton Mendes) (25 أبريل 1965 في كريسيوما في البرازيل – )؛ هو لاعب كرة قدم سابق كان يلعب كمدافع.

## وصلات خارجية
- ميلتون ميندز على موقع قاعدة بيانات كرة القدم.إي يو (الإنجليزية)
- ميلتون ميندز على موقع Soccerway.com (الإنجليزية)
- ميلتون ميندز على موقع عالم كرة القدم.نت (الإنجليزية)

- J.League Data Site (باليابانية)